# Mariene ecoregio Golf van Papoea
De Mariene ecoregio Golf van Papoea (138) (Engels: Gulf of Papua marine ecoregion) is een biogeografische regio en ligt in het westen van de Grote Oceaan in de Mariene provincie Sahulplat (32) in het Marien rijk Centrale Indo-Pacific. De mariene ecoregio is vastgesteld door het World Wide Fund for Nature en The Nature Conservancy en is vernoemd naar de Golf van Papoea.
In het zuidoosten grenst het gebied aan de mariene ecoregio Zuidoostelijk Papoea-Nieuw-Guinea (137) en in het zuidwesten aan de mariene ecoregio Straat Torres en Noordelijk Groot Barrièrerif (142).

## Geografie
De mariene ecoregio ligt in het westen van de Grote Oceaan voor een stuk van de zuidkust van Papoea-Nieuw-Guinea. Het gebied ligt in de Golf van Papoea en strekt zich uit van ten noorden van het Yule Island in het oosten tot ten noorden van de Talboteilanden in het westen.
Door het gebied stroomt de Golf van Papoeastroom, onderdeel van de Hirigyre.

## Biogeografie
Het gebied kent zeeleven dat houdt van tropische temperaturen.